# Beverungen
Beverungen [ˈbeːvərʊŋən] ist eine Stadt im Kreis Höxter im Osten von Nordrhein-Westfalen, Deutschland, und liegt am Dreiländereck Nordrhein-Westfalen/Niedersachsen/Hessen. In Beverungen, das sich auf etwa 98 km² Fläche erstreckt, leben rund 13.000 Einwohner.

## Geografie

### Geografische Lage
Beverungen liegt am östlichen Rand von Ostwestfalen im Südteil des Weserberglandes auf der dem Solling gegenüberliegenden Seite der Weser, die hiesig als Grenzfluss von Nordrhein-Westfalen und Südniedersachsen verläuft und in die am südlichen Ortsrand die von Südwesten kommende Bever einmündet. Nach Teillandschaften hat die Stadt mit ihren östlichen, in Flussnähe befindlichen Ortschaften Anteil an der Holzmindener Wesertalung mit dem höhergelegenen Oberwälder Land im Westen.
Knapp 5 km (Luftlinie) ostsüdöstlich von Beverungen befindet sich am nördlichen Rand der nordhessischen Stadt Bad Karlshafen bzw. am Südrand des Sollings das Dreiländereck Nordrhein-Westfalen/Niedersachsen/Hessen.

### Geologie

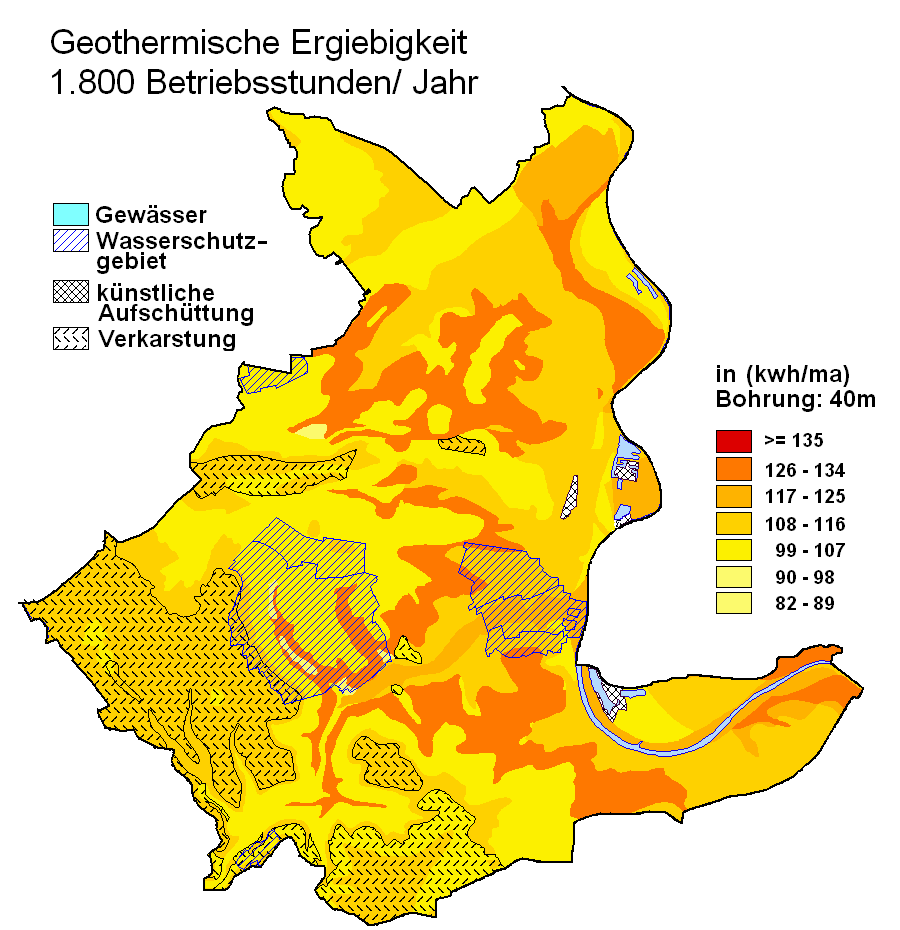
Geothermische Karte von Beverungen

Im Stadtgebiet findet sich oberflächennah im Wesentlichen Kalkstein, zum Teil auch Ton-, Schluff- und Sandstein aus dem Trias. Diese Festgesteine wurden vor 245 bis 230 Millionen Jahren vorwiegend aus Sedimenten eines hier befindlichen Meeres gebildet, daher sind im Kalkstein oft Versteinerungen von Meerestieren zu finden. Westlich einer Linie von Langenthal nach Amelunxen besteht der Untergrund größtenteils aus Kalkstein, seltener auch Mergelstein. Eine Ausnahme bilden eng begrenzte Gebiete südwestlich von Haarbrück und auf einigen Hochlagen zwischen Tietelsen und Dalhausen. Dort findet man auch Sand- und Dolomitsteine aus der Keuper-Zeit. Die Weseraue und einige Talränder von Nethe, Spring und Bever werden von Ton-, Schluff- und Sandsteinen der Buntsandstein-Zeit begrenzt.
Auf Hochflächen überwiegt Ackerland aus Löss. An anderen Standorten finden sich recht unterschiedliche Bodenaufbauten, allen gemein ist jedoch die mittlere bis hohe Ertragsfähigkeit.
Beverungen eignet sich gut bis sehr gut, in Hochlagen hervorragend, zur Nutzung von geothermischen Wärmequellen mittels Erdwärmesonde und Wärmegewinnung durch Wärmepumpenheizungen (vgl. dazu die nebenstehende Karte).

### Ausdehnung und Nutzung des Stadtgebiets
Die Fläche der als „Kleine Mittelstadt“ klassifizierten Stadt von 97,84 km² besitzt eine Nord-Süd-Ausdehnung von etwa 14 km und eine West-Ost-Ausdehnung von rund 14,5 km.
| Fläche nach Nutzungsart | Landwirt- schafts- fläche | Wald- fläche | Gebäude-, Frei- und Betriebsfläche | Verkehrs- fläche | Wasser- fläche | Sport- und Grünfläche | sonstige Nutzung |
| ----------------------- | ------------------------- | ------------ | ---------------------------------- | ---------------- | -------------- | --------------------- | ---------------- |
| Fläche in km²           | 50,02                     | 33,96        | 5,78                               | 5,10             | 1,98           | 0,73                  | 0,28             |
| Anteil an Gesamtfläche  | 51,12 %                   | 34,71 %      | 5,91 %                             | 5,21 %           | 2,02 %         | 0,75 %                | 0,29 %           |

### Nachbargemeinden
Beverungen grenzt im Südwesten an die Stadt Borgentreich, im Westen an die Stadt Brakel, im Norden an die Stadt Höxter (alle Kreis Höxter, Nordrhein-Westfalen), im Osten an die Samtgemeinde Boffzen mit ihren Mitgliedsgemeinden Boffzen und Fürstenberg und dem Flecken Lauenförde (alle Landkreis Holzminden, Niedersachsen) und das gemeindefreie Gebiet Solling (Landkreis Northeim, Niedersachsen) sowie im Südwesten an die Stadt Bad Karlshafen und im Süden an die Stadt Trendelburg (beide Landkreis Kassel, Hessen).

### Stadtgliederung

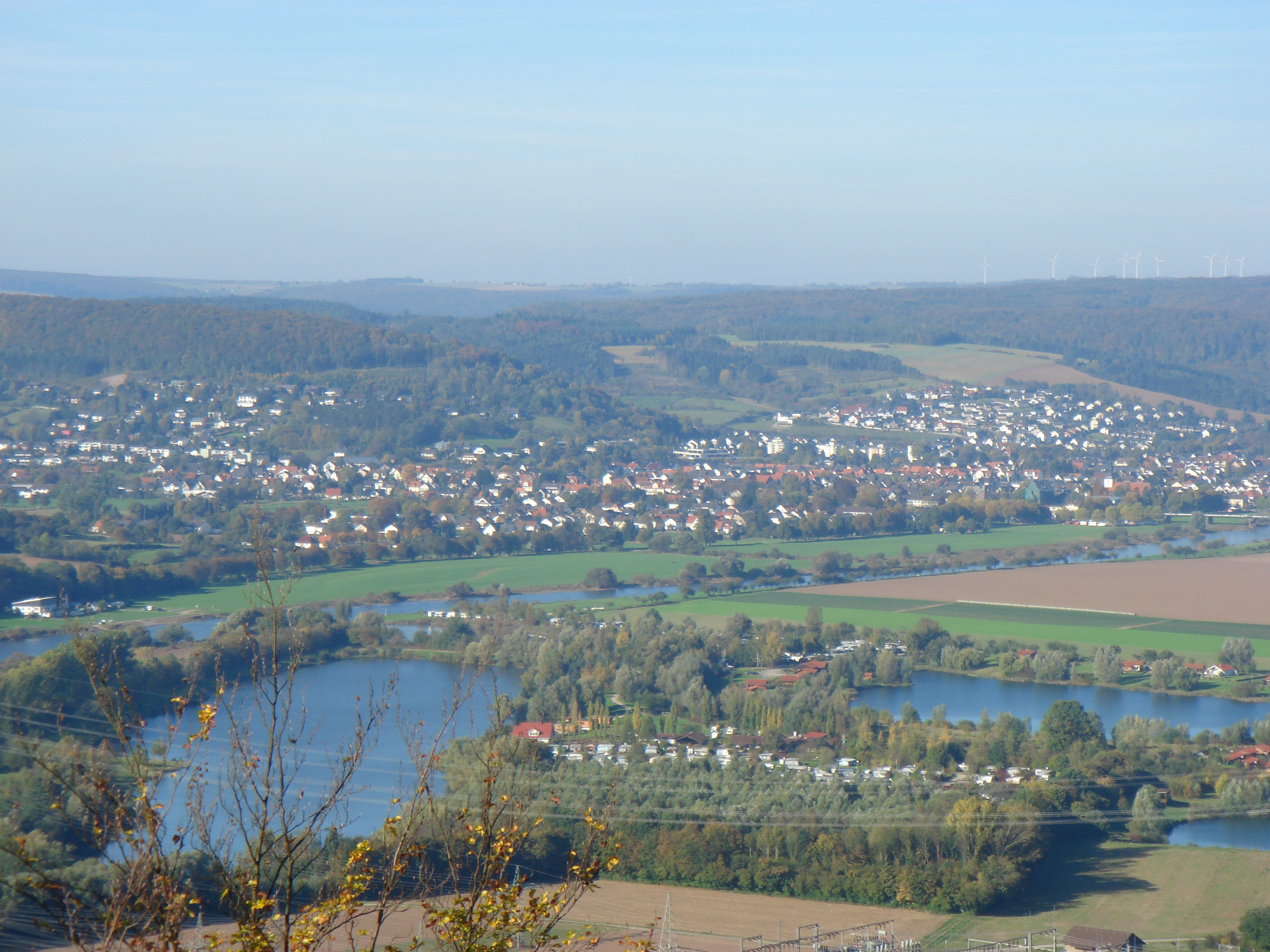
Blick auf Beverungen in nördliche Richtung; im Vordergrund der Axelsee und die Weser

Nach § 3 Abs. 1 ihrer Hauptsatzung gliedert sich die Stadt Beverungen in folgende zwölf Bezirke/Ortschaften, die vor 1970 eigenständige Gemeinden im Amt Beverungen waren:
| Ortsteil   | Einwohner | Ortsteile der Stadt Beverungen |
| ---------- | --------- | ------------------------------ |
| Amelunxen  | 1.300     | Ortsteile der Stadt Beverungen |
| Beverungen | 6.550     | Ortsteile der Stadt Beverungen |
| Blankenau  | 0.300     | Ortsteile der Stadt Beverungen |
| Dalhausen  | 2.000     | Ortsteile der Stadt Beverungen |
| Drenke     | 0.400     | Ortsteile der Stadt Beverungen |
| Haarbrück  | 0.550     | Ortsteile der Stadt Beverungen |
| Herstelle  | 1.000     | Ortsteile der Stadt Beverungen |
| Jakobsberg | 0.300     | Ortsteile der Stadt Beverungen |
| Rothe      | 0.200     | Ortsteile der Stadt Beverungen |
| Tietelsen  | 0.250     | Ortsteile der Stadt Beverungen |
| Wehrden    | 0.950     | Ortsteile der Stadt Beverungen |
| Würgassen  | 1.000     | Ortsteile der Stadt Beverungen |

### Klima
|                        | Jan  | Feb  | Mär  | Apr  | Mai  | Jun  | Jul  | Aug  | Sep  | Okt  | Nov  | Dez  |   |       |
| Mittl. Temperatur (°C) | 0,0  | 1,5  | 4    | 8    | 12   | 15,0 | 17   | 16   | 14,0 | 9,0  | 4    | 2,0  | ⌀ | 8,6   |
|                        |      |      |      |      |      |      |      |      |      |      |      |      |   |       |
| Niederschlag (mm)      | 68,1 | 51,9 | 61,2 | 58,6 | 67,6 | 78,2 | 69,2 | 68,1 | 59,7 | 49,6 | 65,1 | 81,9 | Σ | 779,2 |

|  |

|  |

|  |

|  |

|  |

|  |

|  |

|  |

|  |

|  |

|  |

|  |

|  |

|  |

|  |

|  |

|  |

|  |

|  |

|  |

|  |

|  |

|  |

|  |

Niederschlag und Temperatur

Siehe auch: Klima in Ostwestfalen-Lippe

## Geschichte

### Vom Mittelalter bis zum 19. Jahrhundert
Beverungen gehörte seit der Gründung zur weltlichen Herrschaft des Bistums Paderborn, ursprünglich im Herzogtum Sachsen. Ab dem 14. Jahrhundert bildete sich das Territorium Hochstift Paderborn im Heiligen Römischen Reich, darin ab dem 16. Jahrhundert zum niederrheinisch-westfälischen Reichskreis. Beverungen gehörte zu den 23 paderbornischen Städten, die im Landtag vertreten waren.
Bis zu den Napoleonischen Kriegen war Beverungen Sitz des Amtes Beverungen im Hochstift Paderborn. Die Stadt gehörte von 1802 bis 1807 vorübergehend zu Preußen und anschließend von 1807 bis 1813 zum Königreich Westphalen unter König Jérôme Bonaparte. Im Königreich Westphalen war die Stadt Sitz des Kantons Beverungen im Distrikt Höxter des Departements der Fulda. Seit 1813 gehörte Beverungen wieder zu Preußen. 1816 kam die Stadt zum neuen Kreis Höxter. 1836 erhielt Beverungen die revidierte Städteordnung und war seitdem eine amtsfreie Stadt im Kreis Höxter. Dem Amt Beverungen gehörte die Stadt nicht an, war aber dessen Sitz.

### 20. Jahrhundert
Mit dem Wahlsieg der Nationalsozialisten 1933 hielt der reichsweit übliche Antisemitismus auch in Beverungen Einzug, führte zu Schikane, Bedrohung, Entwürdigung, Flucht und schließlich zur Ermordung von 41 der 80 jüdischen Mitbürgerinnen und Mitbürger, die 1933 in der damaligen Kleinstadt lebten.
Am 1. April 1937 verliert Beverungen seine Amtsfreiheit und wird in das Amt Beverungen eingegliedert.
Bei Ende des Zweiten Weltkriegs 1945 hatten sich im heutigen Stadtteil Tietelsen noch etwa 60 Soldaten der Waffen-SS mit vier Kampfpanzern eingefunden. Am 6. April kam es zu schweren Gefechten mit den anrückenden amerikanischen Truppen, die die Aufgabe hatten, die Weserbrücke im Ort zu sichern. Schließlich rückten die deutschen Soldaten nach der Sprengung eines Panzers ab. Am 7. April wurde die Weserbrücke von der Wehrmacht gesprengt, um einen weiteren Vorstoß der Alliierten aufzuhalten.
Von 1945 bis 1949 war Beverungen Teil der britischen Besatzungszone, ab 1946 staatlich regiert vom Land Nordrhein-Westfalen bzw. ab 1949 auch durch die Bundesrepublik Deutschland.
Während des Kalten Krieges unterhielt das 43. belgische Artilleriebataillon mit Stützpunkt in Brakel von 1963 bis 1993 eine mobile Flugabwehrraketenstellung vom Typ MIM-23 HAWK in Tietelsen.
Am 24. Juli 1978 stürzte ein britisches Kampfflugzeug vom Typ F-4 Phantom II im Tiefflug nahe dem Ortsteil Drenke ab. Zwei Piloten der Royal Air Force kamen dabei ums Leben. Neun Häuser wurden bei dem Absturz leicht beschädigt und neun Personen verletzt.

### Eingemeindungen
Am 1. Januar 1970 wurden die zuvor selbständigen Gemeinden Amelunxen, Blankenau, Dalhausen, Drenke, Haarbrück, Herstelle, Jakobsberg, Rothe, Tietelsen, Wehrden und Würgassen sowie die Stadt Beverungen aufgrund der Festlegung im Gesetz zur Neugliederung des Kreises Höxter vom 2. Dezember 1969 zur Stadt Beverungen zusammengeschlossen. Das vormalige Amt Beverungen wurde aufgelöst.

### Einwohnerentwicklung
Die folgende Übersicht zeigt die Einwohnerzahlen der Stadt Beverungen nach dem jeweiligen Gebietsstand. Eine Änderung des Gebietsstandes ergab sich durch den Zusammenschluss der Stadt mit elf umliegenden Gemeinden zum 1. Januar 1970.
Bei den Zahlen handelt es sich bis 1970 und für 1987 um Volkszählungsergebnisse und ab 1975 um amtliche Fortschreibungen des Statistischen Landesamtes. Die Zahlen für 1975, 1980 und 1985 sind geschätzte Werte und die Zahlen ab 1990 Fortschreibungen auf Basis der Ergebnisse der Volkszählung von 1987, ab 2012 Fortschreibungen auf Basis des Zensus 2011. Die Angaben beziehen sich ab 1867 sowie für 1946 auf die Ortsanwesende Bevölkerung, ab 1925 auf die Wohnbevölkerung und ab 1987 auf die Bevölkerung am Ort der Hauptwohnung. Vor 1871 wurde die Einwohnerzahl nach uneinheitlichen Erhebungsverfahren ermittelt.
Beverungen nach dem damaligen Gebietsstand
| Jahr            | Einwohner |
| --------------- | --------- |
| 1818 (31. Dez.) | 1.592     |
| 1831 (3. Dez.)  | 1.918     |
| 1837 (3. Dez.)  | 2.017     |
| 1843 (3. Dez.)  | 2.168     |
| 1849 (3. Dez.)  | 2.144     |
| 1852 (3. Dez.)  | 2.052     |
| 1858 (3. Dez.)  | 1.902     |
| 1861 (3. Dez.)  | 1.863     |
| 1867 (3. Dez.)  | 1.754     |
| 1871 (1. Dez.)  | 1.659     |
| 1885 (1. Dez.)  | 1.868     |

| Jahr            | Einwohner |
| --------------- | --------- |
| 1895 (1. Dez.)  | 1.983     |
| 1900 (1. Dez.)  | 2.173     |
| 1905 (1. Dez.)  | 2.352     |
| 1910 (1. Dez.)  | 2.534     |
| 1925 (16. Juni) | 2.748     |
| 1933 (16. Juni) | 2.924     |
| 1939 (17. Mai)  | 3.103     |
| 1946 (29. Okt.) | 4.467     |
| 1950 (13. Sep.) | 4.600     |
| 1961 (6. Juni)  | 4.839     |
| 1969 (31. Dez.) | 5.775     |

Bevölkerungsentwicklung in Beverungen von 1818 bis 2018 nach nebenstehenden Tabellen. Untere rote Linie: jeweiliger Gebietsstand bis 1969, obere blaue Linie: heutiger Gebietsstand

Beverungen nach dem heutigen Gebietsstand
| Jahr            | Einwohner |
| --------------- | --------- |
| 1969 (31. Dez.) | 14.630    |
| 1970 (27. Mai)  | 14.894    |
| 1974 (30. Juni) | 15.329    |
| 1975 (31. Dez.) | 15.230    |
| 1980 (31. Dez.) | 15.339    |

| Jahr            | Einwohner |
| --------------- | --------- |
| 1985 (31. Dez.) | 14.791    |
| 1987 (25. Mai)  | 14.791    |
| 1990 (31. Dez.) | 15.240    |
| 1995 (31. Dez.) | 15.703    |
| 2000 (31. Dez.) | 15.594    |

| Jahr            | Einwohner |
| --------------- | --------- |
| 2005 (31. Dez.) | 14.923    |
| 2007 (31. Dez.) | 14.632    |
| 2010 (31. Dez.) | 14.147    |
| 2011 (31. Dez.) | 13.685    |
| 2012 (31. Dez.) | 13.548    |

| Jahr            | Einwohner |
| --------------- | --------- |
| 2017 (31. Dez.) | 13.176    |
| 2018 (31. Dez.) | 13.115    |
| 2021 (31. Dez.) | 13.083    |
| 2022 (31. Dez.) | 13.238    |

## Politik

### Stadtrat
Die Zusammensetzung des Stadtrates und Kommunalwahlergebnisse von Beverungen von 1975 bis 2009 kann der folgenden Tabelle entnommen werden:
|                 | 2009  | 2009  | 2004  | 2004  | 1999  | 1999  | 1994  | 1994  | 1989  | 1989  | 1984  | 1984  | 1979  | 1979  | 1975  | 1975  |
| Partei          | Sitze | %     | Sitze | %     | Sitze | %     | Sitze | %     | Sitze | %     | Sitze | %     | Sitze | %     | Sitze | %     |
| --------------- | ----- | ----- | ----- | ----- | ----- | ----- | ----- | ----- | ----- | ----- | ----- | ----- | ----- | ----- | ----- | ----- |
| CDU             | 17    | 52,51 | 18    | 55,98 | 21    | 55,85 | 21    | 52,63 | 22    | 52,96 | 24    | 58,95 | 24    | 60,04 | 25    | 62,69 |
| SPD             | 08    | 26,49 | 08    | 26,10 | 12    | 31,68 | 14    | 34,47 | 14    | 35,10 | 13    | 33,80 | 15    | 35,75 | 14    | 37,31 |
| FDP             | 04    | 12,64 | 03    | 10,34 | 03    | 07,23 | 02    | 06,00 | 0     | 04,45 | −     | −     | 0     | 04,20 | −     | −     |
| GRÜNE           | 03    | 08,36 | 03    | 07,58 | 02    | 05,24 | 02    | 06,89 | 03    | 07,49 | 02    | 07,24 | −     | −     | −     | −     |
| Gesamt1         | 32    | 100   | 32    | 100   | 38    | 100   | 39    | 100   | 39    | 100   | 39    | 100   | 39    | 100   | 39    | 100   |
| Wahlbeteiligung | 56,96 | 56,96 | 62,89 | 62,89 | 68,77 | 68,77 | 86,55 | 86,55 | 78,52 | 78,52 | 80,35 | 80,35 | 79,68 | 79,68 | n/v   | n/v   |

1 ohne Berücksichtigung von Rundungsdifferenzen
Die Wahl zum Stadtrat am 13. September 2020 führte in Beverungen zu folgendem Ergebnis (mit Vergleichszahlen zur Wahl 2014):
- Grüne: 5
- SPD: 6
- FDP: 2
- CDU: 17

|                 | 2020    | 2020    |        | 2014   | 2014 |
| Partei          | Sitze   | %       | Sitze  | %      |      |
| CDU             | 17      | 54,49   | 17     | 52,0   |      |
| SPD             | 06      | 21,20   | 09     | 29,7   |      |
| FDP             | 02      | 8,20    | 03     | 08,2   |      |
| GRÜNE           | 05      | 16,11   | 03     | 09,7   |      |
| Gesamt1         | 30      | 100 %   | 32     | 100 %  |      |
| Wahlbeteiligung | 54,94 % | 54,94 % | 51,7 % | 51,7 % |      |

1 ohne Berücksichtigung von Rundungsdifferenzen

### Bürgermeister
- Hubertus Grimm (Unabhängig). Er setzte sich am 9. März 2014 mit 69,26 Prozent gegen den CDU-Kandidaten Uwe Scherding durch, der auf 30,74 Prozent der Stimmen kam. 2020 wurde er mit 87,15 % der Stimmen im Amt bestätigt.[23]

Bisherige Bürgermeister:
- 2004–2014 Christian Haase (CDU). Er wurde am 26. September 2004 mit 52 % und am 30. August 2009 mit 68,93 % der gültigen Stimmen gewählt.
- 1999–2004 Walter Herold (Unabhängige/Christliche Wählergemeinschaft). Gewählt am 26. September 1999 in einer Stichwahl mit 54,1 % der gültigen Stimmen.

### Wappen, Banner und Siegel

Wappen der Stadt
Banner
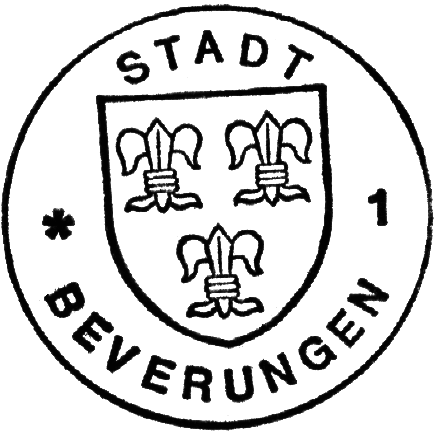
Siegel

Der Stadt Beverungen ist vom Regierungspräsidenten in Detmold am 12. Oktober 1972 die Genehmigung zur Führung eines Wappens, eines Banners, einer Flagge und eines Siegels erteilt worden. (Hauptsatzung § 2) Die Lilien des Wappens werden zum ersten Mal im 17. Jahrhundert verwendet, zunächst nur eine einzige Lilie. Ab dem 18. Jahrhundert wurde das gegenwärtige Wappen verwendet. Die Lilien sind wahrscheinlich vom Symbol der Bischöfe von Paderborn abgeleitet.
Beschreibung des Wappens:

In Blau drei 2 : 1 gestellte silberne (weiße) Lilien.
Beschreibung des Banners und der Flagge:

Von Weiß, Blau, Weiß, Blau im Verhältnis 1 : 1 : 1 : 1 längsgestreift mit dem Stadtwappen im blauumrandeten weißen Bannerhaupt.
Beschreibung des Siegels:

Umschrift oben: STADT. Umschrift unten: BEVERUNGEN. Siegelbild: Wappenschild, in dem der Inhalt des Stadtwappens in Umrissen wiedergegeben ist.

### Städtepartnerschaften
Die Kernstadt Beverungen unterhält Städtepartnerschaften mit:
- Mers-les-Bains, Region Picardie, Frankreich[25] seit 1964
- Ivybridge, Grafschaft Devon, England seit 1975

Weitere Städtepartnerschaften der Großgemeinde Beverungen:
- Saint-Quentin-Lamotte, Region Picardie, Frankreich seit 1970 mit dem Ortsteil Amelunxen
- Ault, Region Picardie, Frankreich seit 1966 mit dem Ortsteil Dalhausen
- Saint-Valery-sur-Somme, Region Picardie, Frankreich seit 1970 mit dem Ortsteil Herstelle
- Woignarue, Region Picardie, Frankreich seit 1965 mit dem Ortsteil Wehrden
- Rääkkylä, Landschaft Nordkarelien, Finnland seit 1975[27]

## Religionen
Im Jahr 2023 sind 1 % der Einwohner aus der Kirche ausgetreten. Jeder Zweite in Beverungen ist katholisch.

### Römisch-katholische Kirche
- St. Johannes Baptist

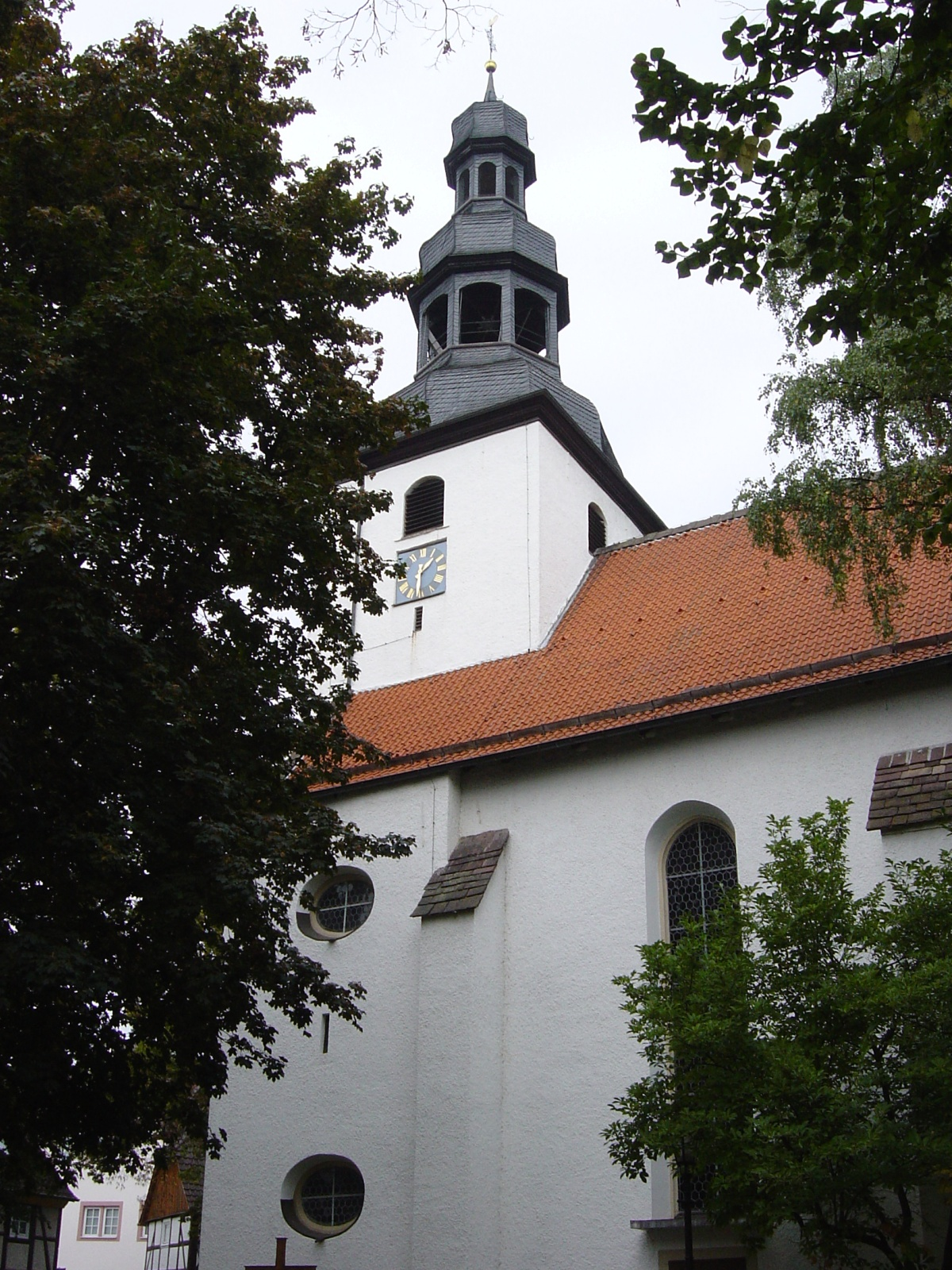
St.-Johannes-Baptist-Kirche in Beverungen

Bereits im Mittelalter hatte Beverungen eine eigene Pfarrkirche, die jedoch aufgrund des Dreißigjährigen Krieges so stark beschädigt wurde, dass diese vollständig abgerissen werden musste.
Im 17. Jahrhundert erfolgte der Bau der jetzigen St.-Joh.-Baptist-Kirche
- St. Peter und Paul im Ortsteil Amelunxen

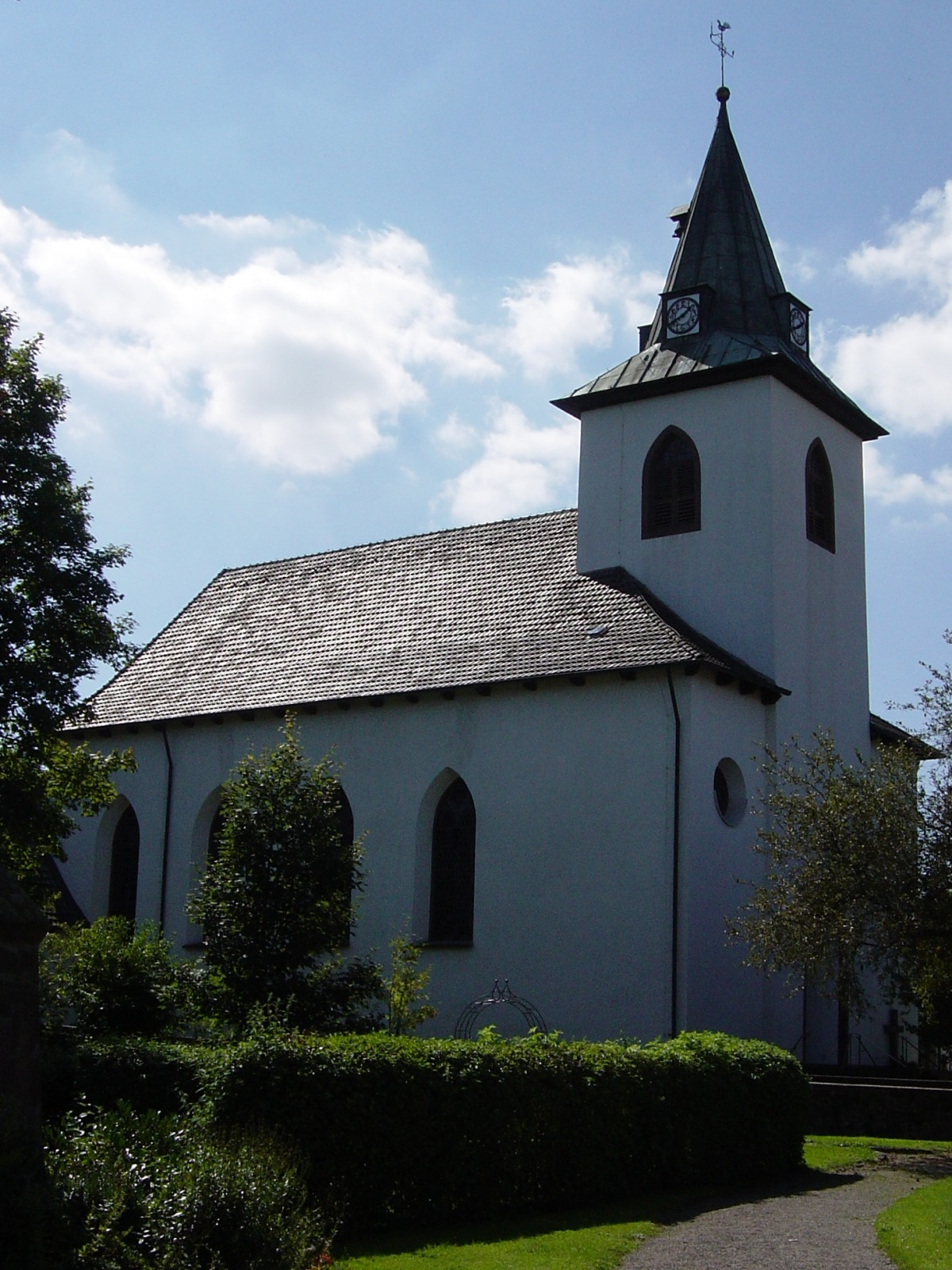
Die St.-Peter-und-Paul-Kirche in Amelunxen

Im Ortsteil Amelunxen wurde vermutlich im 9. Jahrhundert die erste Kirche errichtet. Sie trug den Namen Georgskirche.
Als die Reformation allmählich Fuß fasste, gab es in Beverungen einen Streit zwischen Katholiken und Protestanten, wobei der Besitz der Kirche zwischen den Streitparteien stets hin- und herwechselte, bis sie letzten Endes vollständig den Protestanten zugesprochen wurde.
In den Jahren 1818 bis 1822 ließ Ferdinand von Lüninck, der letzte Corveyer Fürstbischof, eine neue Kirche für die Katholiken errichten.

### Evangelische Kirche
- Georgskirche

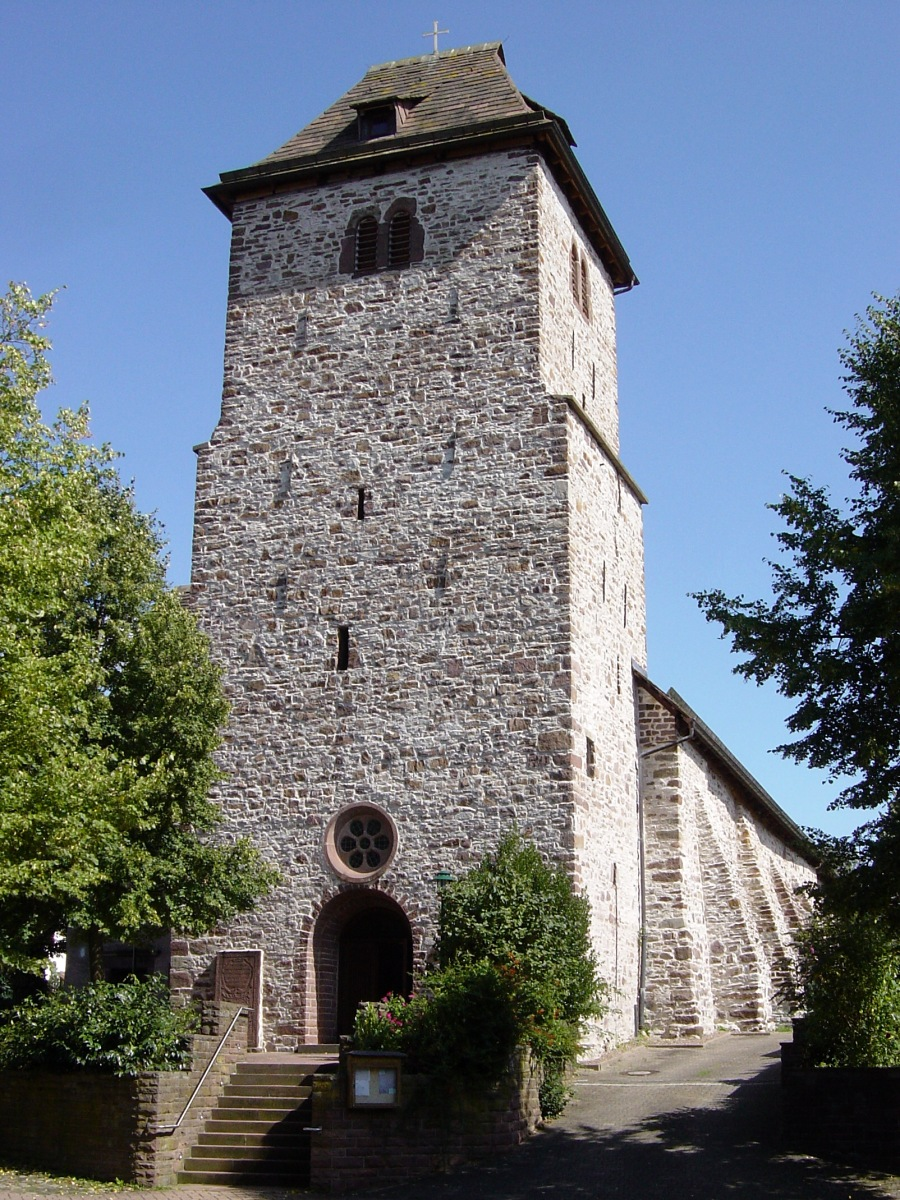
Die Georgskirche in Amelunxen

Die bereits vorgenannte Georgskirche wurde im romanischen Stil erbaut und im Jahre 1118 geweiht.
1651 wurde sie nach langem Streit evangelisch. Seitdem ist sie Pfarrkirche der evangelischen Kirchengemeinde im Beverunger Ortsteil Amelunxen.
- Ev. Kirchengemeinde Beverungen

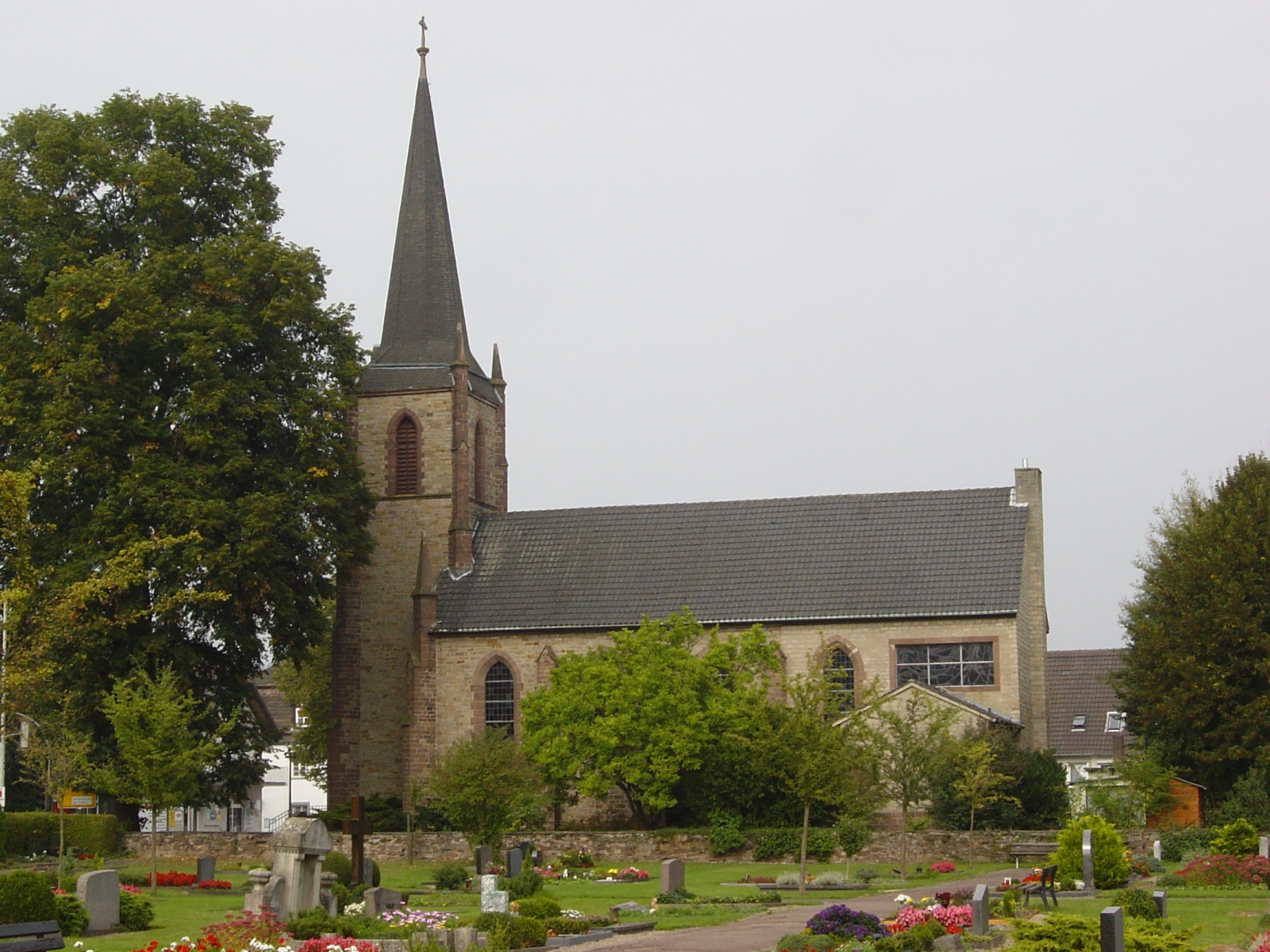
Evangelische Kirche in Beverungen

Seit Juli 1854 besteht die evangelische Kirchengemeinde für Beverungen und die Ortsteile Dalhausen, Haarbrück, Herstelle, Jakobsberg und Würgassen.
Am Reformationstag des Jahres 1866 wurde die Kreuzkirche eingeweiht. Die Kirche trägt den Namen „Kreuzkirche“. Die Namensgebung wurde vom Pfarrer Neubauer, der viele Jahre in Beverungen gewirkt hat, betrieben.

### Zeugen Jehovas
Im Templiner Weg befindet sich ein Königreichssaal der Gemeinschaft der Zeugen Jehovas.

## Kultur und Sehenswürdigkeiten

### Museen
Seit 1994 gibt es im Ortsteil Dalhausen ein Korbmacher-Museum. Auf 400 Quadratmetern wird in 12 Räumen das Handwerk des Korbmachers erklärt. Zu den Exponaten zählen Transport- und Reisekörbe, umflochtene Ballonflaschen, Kinderschlafkörbe, Fahrradkindersitze und Wäschekörbe. An das Museum ist auch eine Werkstatt angegliedert, wo ein Ehepaar Vorführungen anbietet. Die Produkte können dort auch erworben werden.

### Musik
Zum musikalischen Angebot der Stadt Beverungen zählen zwei Chorgemeinschaften sowie ein Spielmannszug und Blasorchester.

### Bauwerke

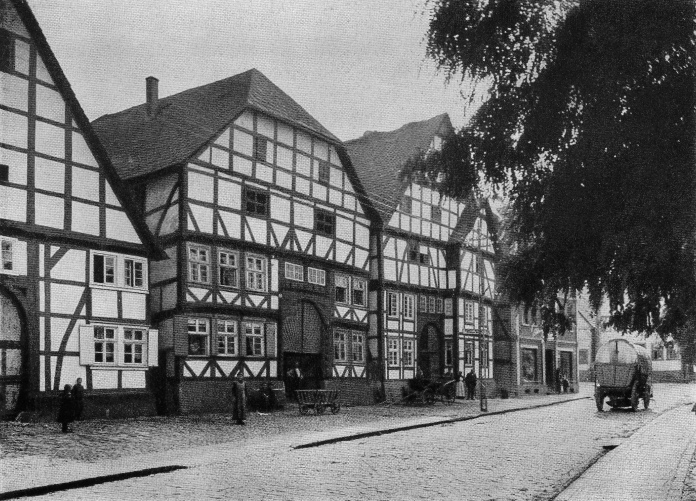
Straße in Beverungen 1909

- Altdeutsches Gasthaus, Fachwerkgiebelhaus mit Utlucht von 1611
- Cordt-Holstein-Haus aus dem Jahre 1662
- Christoph-Sieker-Haus mit Fachwerkfassade von 1693
- kath. Pfarrkirche St. Johannes Baptist
- ehem. Amtsgericht, Buntsandsteinquaderbau
- Burg Beverungen von 1332 direkt an der heutigen Weserbrücke
- altes Fährhaus
- Weser-Skywalk an den Hannoverschen Klippen

### Parks
Der Gutspark Amelunxen ist ein privater, nicht öffentlich zugänglicher, Landschaftspark von etwa 0,5 ha Größe. Angelegt vermutlich im 19. Jahrhundert, besteht er aus weiten Rasenflächen, einem Umgangsweg, sowie Solitärbäumen und Gehölzgruppen. Besonders hervorzuheben sind eine Blutbuche, eine Hängebuche und eine Allee am westlichen Wirtschaftsweg der Nordzufahrt.
Der gleichermaßen in Privatbesitz befindliche und nur im nordöstlichen Teil öffentlich zugängliche Schlosspark Wehrden mit einer Größe von rund 2 ha wurde im Jahr 1895 angelegt. Das Gelände nahe dem Schloss bestimmen gepflegte Rasenflächen mit Altbaumbestand und Resten des alten Wegesystems. Es sind auffällige Solitärbäume vorhanden, die vermutlich bereits vor der Anlage des Parks vorhanden waren. Ein zur Weser hin liegender Teil des Parks wurde nach dem Zweiten Weltkrieg aufgegeben und erst 2003 teilweise wiederhergestellt. Hier sind noch Altbäume und Reste des Wegesystems zu finden. Eine Flutmulde trennt den öffentlichen vom privaten Parkteil.
Der Gutspark Würgassen hat eine Größe von 1 ha und ist nicht öffentlich zugänglich. Der Landschaftsgarten wurde vermutlich gleichzeitig mit dem Herrenhaus des Gutes in der 2. Hälfte des 18. Jahrhunderts südlich und westlich des Gebäudes angelegt. Als besonders herausragende Gewächse sind eine mächtige Hängebuche, eine Traueresche, ein Tulpenbaum und ein Ginkgo zu nennen. Teile des Gartens werden heute vornehmlich als Reitplatz genutzt.
Der Klostergarten Herstelle ist eine Klostergärtnerei, befindet sich in Privatbesitz und hat eine Größe von 4 ha. Ein Schaugarten ist öffentlich zugänglich. Die Gartenanlagen wurden Ende des 19. Jahrhunderts von einer Mauer umgeben. Es ist nicht bekannt, wann die Anlage des Gartens erfolgte. Im Verlauf des 20. Jahrhunderts wurde der Garten stark in südöstlicher Richtung erweitert. Das Areal umfasst Nutzgärten mit Obst- und Gemüseanbau, einen Park und mehrere Gewächshäuser und ausgedehnte Zierpflanzenquartiere.

### Sport
In Beverungen gibt es sechs allgemeine Sportvereine sowie einen Ski- und Wanderverein. Die Stadt unterhält ein Freibad und eine Eisbahn.

### Regelmäßige Veranstaltungen
In Beverungen findet alle zwei Jahre ein Schützenfest und jedes Jahr Karneval, in Zusammenarbeit mit dem Nachbarort Lauenförde statt. Zudem wird jedes Jahr das traditionelle Blütenfest gefeiert.
Jedes Jahr findet zu Pfingsten das Orange Blossom Special Festival statt, ein Festival des im Ort beheimateten Musiklabels Glitterhouse, zu dem knapp 2000 deutsche und internationale Besucher kommen.

## Wirtschaft und Infrastruktur

### Verkehr

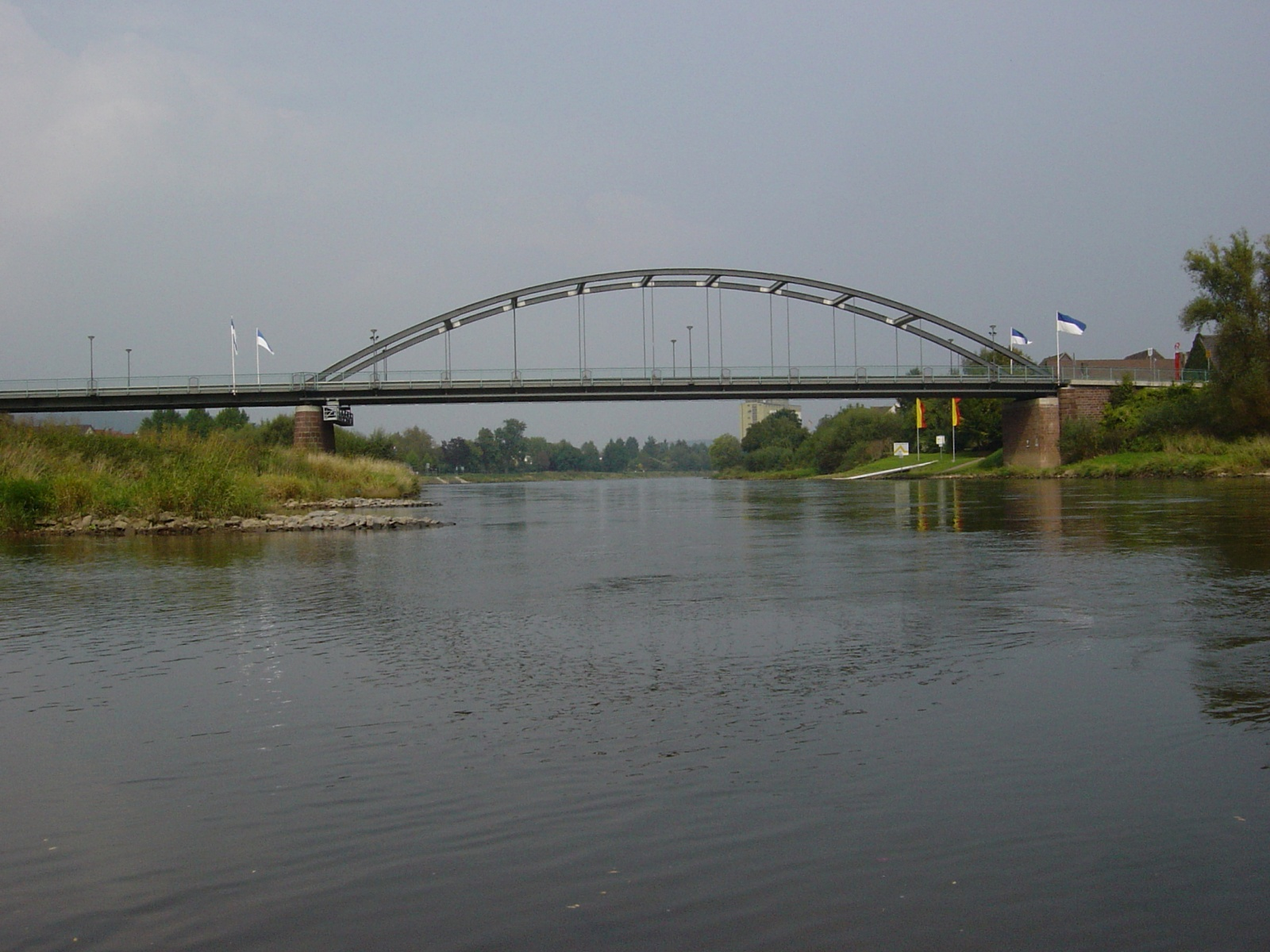
Die Bundesstraße 241 auf der Weserbrücke verbindet Beverungen mit dem Nachbarort Lauenförde. Die Stabbogenbrücke wurde 1950 gebaut, 2003 zuletzt saniert und 2020 durch eine neue Brücke ersetzt.

Beverungen liegt an der Bundesstraße 241 und an der Bundesstraße 83. Die nächsten Autobahnen sind die A44 etwa 30 km südwestlich, die A7 knapp 50 km östlich und die A33 knapp 60 km westlich von Beverungen.
Der Bahnhof Lauenförde-Beverungen befindet sich an der Sollingbahn im benachbarten niedersächsischen Lauenförde. Die Züge verkehren im Stunden-Takt nach Paderborn und Göttingen.
In Beverungen selber gibt es nur noch die stillgelegte Bahnstrecke Holzminden–Scherfede.
Die Strecke wird seit den 1980er Jahren im Personenverkehr nicht mehr befahren und diente zuletzt als rein strategische Verbindung der NATO. Um enge Straßenunterführungen zu erweitern, wurden die Brückenbauwerke in jüngster Zeit abgetragen. Die stillgelegte Strecke ist seitdem endgültig nicht mehr befahrbar.
Die nächsten Flughäfen sind der Flughafen Kassel-Calden in knapp 40 km Entfernung und der Flughafen Paderborn-Lippstadt in knapp 80 km Entfernung. Ein Hafen findet sich flussabwärts der Weser in gut 110 km in Minden.

### Medien
An Tageszeitungen erscheinen die Neue Westfälische und das Westfalen-Blatt, sie berichten an sechs Tagen pro Woche über lokale Ereignisse. Die Mantelausgabe beider Zeitungen wird von den jeweiligen Hauptredaktionen aus Bielefeld bezogen. Zudem erscheint vierteljährlich im Hochstift Paderborn und dem Corveyer Land die Zeitschrift Die Warte für die Kreise Paderborn und Höxter, mit Beiträgen zur Regionalgeschichte, Literatur und Kunst.
Beverungen gehört zum Berichtsgebiet des Regionalstudios Bielefeld des WDR. Aufgrund der geografischen Nähe zu Hessen und Niedersachsen können auch die Programme des Hessischen Rundfunks und des Norddeutschen Rundfunks empfangen werden. Im Gebiet des ehemaligen Hochstifts Paderborn, zu dem auch Beverungen gehörte, gibt es seit 1991 den Radiosender Radio Hochstift, der insbesondere regionale Themen aufgreift und im Vergleich zu den überregionalen Sendern (z. B. WDR) einen höheren Höreranteil besitzt.

### Öffentliche Einrichtungen

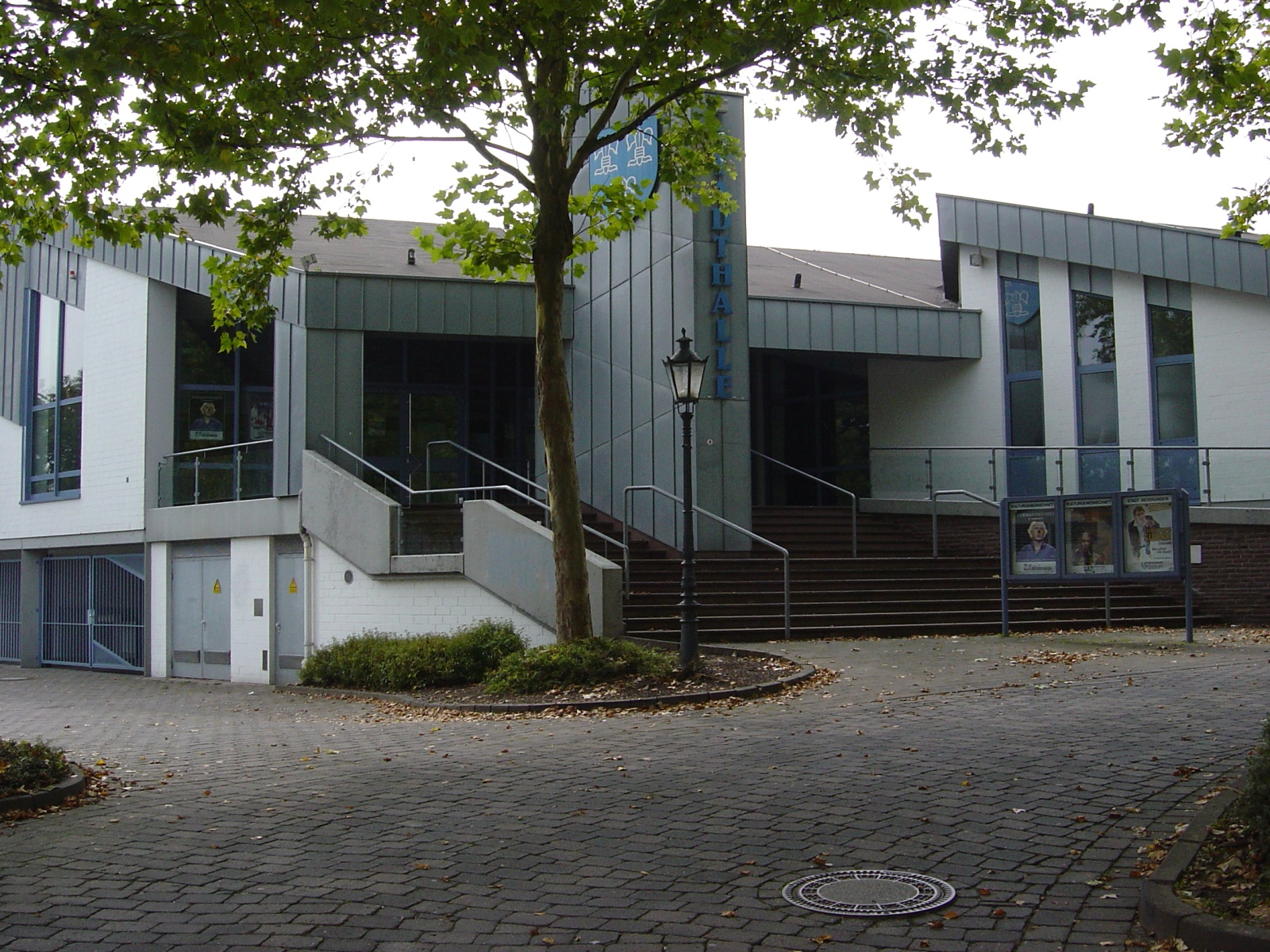
Stadthalle Beverungen

Die Stadt Beverungen verfügt über eine Freiwillige Feuerwehr, die sich in 5 Löschzüge und wiederum in 10 Löschgruppen in den einzelnen Ortsteilen aufteilt. Sie zählt 370 Mitglieder sowie 70 Jugendfeuerwehrleute. 21 Fahrzeuge, darunter diverse Löschgruppenfahrzeuge, ein Dekontaminierungsfahrzeug für Personen und ein ABC-Erkundungskraftwagen stehen der Feuerwehr zur Verfügung.
Die örtlichen Stadtwerke betreiben seit 1908 ein Elektrizitätswerk für Beverungen. Seit dem Jahr 2013 sind sie in einem Zusammenschluss mit den Stadtwerken Steinheim (Westf.). Diese nannten sich Beverungen-Steinheimer Stadtwerke GmbH (BeSte Stadtwerke GmbH). Im Jahr 2014 kamen die Stadtwerke Borgentreich und Bad Driburg hinzu und seit dem 1. Januar 2014 heißen die Stadtwerke nur noch „BeSte Stadtwerke GmbH“, zum 1. Januar 2015 kamen noch die Stadtwerke Warburg hinzu. Die Stadtwerke in Beverungen besitzen für die Wassergewinnung 6 Brunnen und eine Quelle, woraus das Trinkwasser gewonnen wird. Das eigene Leitungsnetz hat eine Länge von rund 137 km. Das Abwasserkanalnetz hat eine Länge von 143,5 km und mündet in der städtischen Kläranlage.
Die katholischen Pfarrgemeinden unterhalten drei Büchereien in Beverungen, die für die Bürger über 8500 Medien, darunter Bücher, CDs, CD-Roms und Hörspiele vorhalten.
Seit 2010 gibt es in Beverungen ein Seniorenbüro, das zentrale Anlaufstelle für Menschen der Generation 55+ ist, die über den Beruf hinaus das gesellschaftliche, soziale und kulturelle Leben mitgestalten wollen. Es wird von ehrenamtlich Tätigen des „Beverunger Seniorennetz e. V.“ betrieben und hat seinen Sitz im seit Juni 2012 bestehenden „Service Center“ der Stadt Beverungen. Hier sind unter einem Dach die Dienstleistungsbetriebe Beverungen Marketing, Tourismus Info, Kulturgemeinschaft Beverungen und Umgebung e. V., die Volkshochschule und das Seniorenbüro untergebracht.
Weitere Einrichtungen:
- Stadthalle: Die Ende der 1970er-Jahre errichtete Stadthalle brannte am 26. Dezember 1996 bis auf die Grundmauern nieder und wurde in den folgenden Jahren wieder aufgebaut.
- Das Kernkraftwerk Würgassen (KWW) war ein Siedewasserreaktor der ersten Generation mit einem Kraftwerksblock.[36] Es liegt im Stadtteil Würgassen. Es wurde in drei Jahren erbaut, von 1971 bis zum 26. August 1994 betrieben, dann wegen Haarrissen im Stahlmantel des Reaktorkerns heruntergefahren und am 14. April 1997 endgültig stillgelegt. Siebzehn Jahre lang bis 2014 wurde das Kernkraftwerk für mehr als eine Milliarde Euro rückgebaut, entkernt und von radioaktiven Stoffen befreit. Von 455.000 Tonnen Rückbaumasse fielen etwa 5.000 Tonnen radioaktiver Abfall an. Ein Abriss der verbliebenen Gebäude ist noch nicht möglich, weil sich auf dem Gelände ein Zwischenlager für den schwach- und mittelradioaktiven Abfall befindet.[37]

### Ansässige Unternehmen
Der Unternehmensschwerpunkt in Beverungen liegt auf dem Baugewerbe. Mit Ofra hatte einer der ersten Hersteller im Systembau seinen Sitz in Beverungen. Weiterhin haben ein Zulieferer der Flachglasindustrie und zahlreiche holzverarbeitende Betriebe ihren Sitz hier. Ferner ist Beverungen auf Fremdenverkehr und Dienstleistung sowie die Abfallwirtschaft ausgerichtet.
Beverungen ist Sitz des Independent-Musiklabels und Mailorder-Vertriebs Glitterhouse.

### Bildung
Beverungen besitzt ein Schulzentrum mit Sekundarschule und Gymnasium, das auch Schüler aus den angrenzenden Ortschaften Lauenförde in Niedersachsen und Trendelburg-Langental in Hessen besuchen. In der Primarstufe hat Beverungen vier Grundschulen, jeweils eine in den Ortschaften Beverungen, Amelunxen, Herstelle und Dalhausen. Der Grundschule Beverungen ist eine offene Ganztagsschule (OGS) mit 50 Plätzen angegliedert. Die vorschulische Bildung erfolgt in ortsnahen Kindergärten in den Ortschaften Beverungen, Amelunxen, Dalhausen, Herstelle, Würgassen, Tietelsen und Wehrden. Träger der Einrichtungen sind die Stadt Beverungen, die kath. Kirche, die evangelische Kirche und eine Elterninitiative (Pusteblume – Beverungen).
Im Jahr 2007 wurden an den Beverunger Schulen mit 129 Lehrkräften insgesamt 2.169 Schüler unterrichtet, davon 29,5 % an den Grundschulen, 11,2 % an der Haupt- und 21,6 % an der Realschule, 35,5 % am Gymnasium, sowie 2,3 % an der Förderschule.

## Persönlichkeiten

### Ehrenbürger
- Franz Carl Wilhelm „Theodor“ Roeingh (* 1813 in Beverungen; † 1901 in Beverungen), Ernennung zum Ehrenbürger: 1895
- „Wilhelm“ Anton Larenz (* 1833 in Beverungen; † 1904 in Gernrode am Harz), Ernennung zum Ehrenbürger: 1903
- Julius „Albert“ Schübeler (* 1846 in Beverungen; † 1927 in Beverungen), Kaufmann; Ernennung zum Ehrenbürger: 1926
- Morris (Moses) Meyerfeld (* 1855 in Beverungen: † 1935 in San Francisco), Theaterbesitzer; Ernennung zum Ehrenbürger: 1926[39]
- Franz „Richard“ Dohmann (* 1908 in Beverungen; † 1995), Realschulrektor, Ortsheimatpfleger; Ernennung zum Ehrenbürger: 1988

### Söhne und Töchter der Stadt
- Otto IV. von Hoya († 1424), Bischof von Münster
- Levi Lazar Hellwitz (1786–1860), Obervorsteher der Landjudenschaft des Herzogtums Westfalen
- Robert Justus Kleberg (1803–1888), Soldat im texanischen Unabhängigkeitskrieg und amerikanischen Bürgerkrieg, Oberrichter
- Carl Versen (1809–1871), Jurist und Politiker
- Georg Justus Dralle (1817–1895), Gründer der Georg Dralle Parfüm- und Feinseifenwerke
- Friedrich Wilhelm Vattmann (1847–1902), von 1877 bis 1900 Erster Bürgermeister von Gelsenkirchen
- Joseph Gutmann (1865–1941), Schulleiter und Rabbiner
- Theodor Roeingh (1882–1945), Reichstagsabgeordneter in der Weimarer Republik (Zentrumspartei); 1945 im KZ Sachsenhausen ermordet
- Josef Worms (1895–1985), Politiker (CDU) und Bundestagsabgeordneter
- Max Joseph Hillebrand (1896–1984), Professor für psychologische Pädagogik (Universität Bonn)
- Anton Johannes Waldeyer (1901–1970), Professor für Anatomie an der Humboldt-Universität Berlin; begraben in Tietelsen
- Clemens Menze (1928–2003), Professor für Pädagogik und Rektor der Uni Köln
- Hermann Multhaupt (* 1937), Schriftsteller und Redakteur
- Wolfram Kopfermann (1938–2018), Pastor, Theologe, Autor und Kirchengründer
- Gisbert Wisse (* 1944), katholischer Theologe und Domkapitular in Paderborn seit 2007
- Karl Josef Wederhake (1949–2008), hauptamtlicher Bürgermeister und Kurdirektor der Inselgemeinde Juist von 2000 bis 2008
- Friedrich Roeingh (* 1961), Journalist und Chefredakteur mehrerer Zeitschriften
- Rainer Aschemeier (* 1976), Musikjournalist und Sachbuchautor

### Weitere Persönlichkeiten
- Andreas Reinecke (1675/80–1727), Orgelbauer
- Hermann Thiele (1895–1959), Politiker (CDU), Bürgermeister und Landrat
- Werner Holle (1900–1997), Politiker (NSDAP), Bürgermeister und späterer Stadtdirektor von Höxter
- Gustav Behre (1903–1973), Maler und Graphiker
- Dieter Heistermann (1936–2010), Politiker (SPD) und Bundestagsabgeordneter
- Dieter Gieseler (1941–2008), Radsportler, 1960 Olympiazweiter im Zeitfahren